# جشنواره فیلم کن ۱۹۵۴
هفتمین دوره جشنواره فیلم کن در ۲۵ مارس شروع شد و تا ۹ آوریل، ۱۹۵۴ ادامه پیدا کرد . در این دوره جایزه بزرگ جشنواره به دروازه جهنم به کارگردان ژاپنی تینوسوکه کینوگاسا رسید . وی اولین آسیایی هست که نخل طلا را برده است . 

## برندگان

### نخل طلا
دروازه جهنم - تینوسوکه کینوگاسا

### جایزه هیئت داوران جشنواره فیلم کن
قلب پست و حقیر - رنه کلمان

### جایزه بین‌المللی
- Avant le déluge توسط آندره کایات
- چرخ و فلک ناپل توسط اتوره جانینی
- Cronache di poveri amanti توسط کارلو لیتزانی
- دو هکتار زمین توسط بیمال روی
- Piatka z ulicy Barskiej توسط الکساندر فورد
- Die Letzte Brückeتوسط هلموت کویتنر
- بیابان زنده توسط جیمز آلگار
- Det Stora Ädventyret توسط Arne Sucksdorff
- The Great Warrior Skanderbeg توسط سرگی یوتکویچ
- ماریا شل برای عملکرد بازیگری در Die Letzte Brücke